# Eremocosta bajaensis
Eremocosta bajaensis är en spindeldjursart som först beskrevs av Muma 1986.  Eremocosta bajaensis ingår i släktet Eremocosta och familjen Eremobatidae. Inga underarter finns listade i Catalogue of Life.